# Karl Vanlouwe
Karl Vanlouwe, né le 22 octobre 1970 à Nieuport est un homme politique belge flamand, membre de la N-VA.
Il est avocat et fut collaborateur de cabinet du ministre Geert Bourgeois. 
Il a été coopté sénateur en 2010.
Le 10 octobre 2012, étant sénateur et président de la Commission des Affaires étrangères du Sénat, Karl Vanlouwe fait sensation en plaidant pour une sortie de la Belgique de l'Organisation internationale de la francophonie : « La Belgique n'est plus, dans les faits, un pays francophone depuis longtemps »
,
,.
Selon lui, l'adhésion belge à l'organisation devrait être « reprise par la Communauté française (Fédération Wallonie-Bruxelles) de la Belgique »,.
Vanlouwe est élu député flamand de Bruxelles le 25 mai 2014 et il est désigné sénateur de la communauté flamande. Il est reconduit en 2019 et en 2024 dans sa fonction de sénateur.